# 服務包
服務包（Service Pack，缩写为SP）是程序的更新、修复和（或）增强的集合，以一个独立的安装包的形式发布。许多公司，如微软或Autodesk，通常在为某一程序而做的修补程序达到一定数量时，就发布一个Service Pack。安装一个Service Pack比安装许多独立的修补程序更简单且不易出错，特别是在通过网络更新许多计算机的时候。
Service Pack通常被编号，并被缩写成SP1、SP2这样的形式。值得注意的是，除了修复缺陷，它们通常还会带来全新的特性，就像Windows XP的SP2那样。

## 增量或累积的SP
Service Pack可以是增量的，也就是说它仅包含再上一个Service Pack中没有的更新。更常见的Service Pack是累积的，即它包含所有之前的Service Pack的一切内容。对于微软的产品，增量的更新通常被称为「service release」。例如，Office 2000必须在更新至service release 1（SR1）之后才能安装SP2。
正常地，对于一个程序，其Service Pack或者都是增量的，或者都是累积的。由于这个原因，这两个形容词通常可以用来定义某个程序的全套Service Pack。如此句：微软Windows的Service Pack都是累积的。
微軟的產品通常只在主流支援階段（產品發售起5年內）才會推出Service Pack。例如微軟公司在Windows 2000 SP4之後僅推出更新彙總套件1（Update Rollup 1），而不再推出SP5。

## 其他
有的时候，Windows的服务包会附加一些正版验证的程序。例如在2004年，部分之前通过各种手段破解Windows激活程序的用户安装Windows XP SP2后，会收到“你可能是盗版软件受害者”的提示，并被要求重新激活。